# Гоувен (Південна Дакота)
Гоувен (англ. Hoven) — місто (англ. town) в США, в окрузі Поттер штату Південна Дакота. Населення — 379 осіб (2020).

## Географія
Гоувен розташований за координатами 45°14′30″ пн. ш. 99°46′39″ зх. д. / 45.24167° пн. ш. 99.77750° зх. д. (45.241616, -99.777520).  За даними Бюро перепису населення США в 2010 році місто мало площу 0,79 км², уся площа — суходіл.

## Демографія
Згідно з переписом 2010 року, у місті мешкало 406 осіб у 187 домогосподарствах у складі 111 родини. Густота населення становила 511 осіб/км².  Було 221 помешкання (278/км²).
Расовий склад населення:
| - 98,0 % — білих - 0,7 % — азіатів - 0,2 % — вихідців з тихоокеанських островів |

До двох чи більше рас належало 1,0 %. Частка іспаномовних становила 0,7 % від усіх жителів.
За віковим діапазоном населення розподілялося таким чином: 21,9 % — особи молодші 18 років, 45,8 % — особи у віці 18—64 років, 32,3 % — особи у віці 65 років та старші. Медіана віку мешканця становила 50,7 року. На 100 осіб жіночої статі у місті припадало 83,7 чоловіків;  на 100 жінок у віці від 18 років та старших — 88,7 чоловіків також старших 18 років.
Середній дохід на одне домашнє господарство  становив 49 031 долар США (медіана — 43 906), а середній дохід на одну сім'ю — 54 420 доларів (медіана — 46 071). Медіана доходів становила 41 875 доларів для чоловіків та 27 188 доларів для жінок. За межею бідності перебувало 16,9 % осіб, у тому числі 31,3 % дітей у віці до 18 років та 5,9 % осіб у віці 65 років та старших.
Цивільне працевлаштоване населення становило 164 особи. Основні галузі зайнятості: роздрібна торгівля — 15,9 %, освіта, охорона здоров'я та соціальна допомога — 15,2 %, фінанси, страхування та нерухомість — 14,0 %.